# Maricica Puică
Maricica Puică, född den 29 juli 1950 i Iași, är en rumänsk före detta friidrottare som tävlade under 1980-talet i medeldistanslöpning.
Puică inledde sin internationella karriär genom att vinna VM i terränglöpning 1982 och 1984. Hon deltog sen vid de olympiska sommarspelen 1984 i Los Angeles där hon sprang både 1 500 meter och 3 000 meter. I grenen 3 000 meter (ny gren i olympiska sammanhang) var Mary Decker-Slaney och Zola Budd de stora favoriterna men de krockade med varandra under loppet och Puică tog guldet. På 1 500 meter blev det brons efter Gabriella Dorio och landsmannen Doina Melinte. 
Puică deltog även vid VM 1987 i Rom där hon blev silvermedaljör på 3 000 meter efter ryskan Tatjana Samolenko. Året innan tog hon ett EM-silver i Stuttgart på samma distans.